# José de Bustamante y Guerra
Pour les articles homonymes, voir Bustamante et Guerra.
José Joaquìn de Toranzo de Bustamante y Guerra, né le 1er avril 1759 à Otaneda, Cantabria et mort le 10 mars 1825 à Madrid, est un officier de marine, explorateur et homme politique espagnol. Il est le fils de Joaquìn Antonio de Bustamante (1700-1781) et de Clara Ignacia Guerra de la Vega (1718-?).

## Biographie
Aspirant à l'Académie militaire de Cadix (1770), il embarque pour les Philippines. Le navire qui le transporte est alors attaqué par les Anglais et il est capturé puis amené en Angleterre.
En 1788, avec Alessandro Malaspina, il propose à la Couronne espagnole une expédition autour du monde. Le projet accepté, deux navires sont construits, l'Atrevida et la Descubierta, Bustamante prenant le commandement du premier. Les deux hommes sont placés à la tête de l'expédition qui est connue sous le nom d'Expédition Malaspina.
Partis en 1789, ils longent la côte ouest des Amériques jusqu'à l'Alaska, visitent les colonies espagnoles du Pacifique, passent en Nouvelle-Zélande, en Australie, aux Iles Mariannes et reviennent en Europe en 1794.
En 1796, Bustamante est nommé Gouverneur du Paraguay et de Montevideo. Fait prisonnier en 1803 de nouveau par les Anglais, il est relâché, ce qui lui vaut une traduction en cour martiale dont il est acquitté. 
Nommé Gouverneur du Guatemala à une époque de grande activité indépendantiste (1810-1819), il affronta les constitutionnalistes locaux, réprimant durement les insurgés ; il s’opposa à la constitution libérale de 1812. Il fut congédié en août 1817 et retourna en Espagne en 1819.
il meurt en 1825.